# Жуанзиньо (1954)
Жуан Соарес де Алмейда Фильо или Жуанзиньо (порт. João Soares de Almeida Filho (Joãozinho); 15 февраля 1954, Белу-Оризонти, Бразилия) — бразильский футболист, левый крайний нападающий, большую часть карьеры провёл в «Крузейро» в 1970-е годы, выступал также за сборную Бразилии.

## Биография
Большую часть карьеры Жуанзиньо выступал за «Крузейро», в тот период, когда эта команда серьёзно укрепила свои позиции сначала на бразильской, а за тем и на международной арене. Он пришёл в команду в 17-летнем возрасте в 1973 году, а уже в 1976 году был одним из лидеров команды, которая впервые в своей истории завоевала Кубок Либертадорес. Это был первый успех бразильского клуба в этом турнире с момента победы «Сантоса» (за который выступал Пеле) в 1963 году. Для победы над аргентинским «Ривер Плейтом» потребовалось провести три матча — дополнительная игра прошла в Сантьяго, на Национальном стадионе. При счёте 2:2 на 88-й минуте матча Жуанзиньо воспользовался нерасторопностью вратаря «Ривера» в эпизоде, когда обсуждался фол на Нелиньо (который открыл счёт в матче), и отправил мяч в сетку ворот. Таким образом, Жуанзиньо принёс своему клубу первую победу на международной арене.
В 1975—1981 годах Жуанзиньо выступал за сборную Бразилии — в 6 играх он отметился одним забитым голом. В этих матчах сборная одержала пять побед и лишь однажды сыграла вничью. В 1975 году принял участие в розыгрыше Кубка Америки, однако на том турнире сыграл лишь один матч, выйдя на замену Ромеу в игре против Венесуэлы (6:0).
После 1982 года Жуанзиньо выступал за «Интернасьонал», «Палмейрас», «Атлетико Паранаэнсе», «Коритибу», нигде долго не задерживаясь. В 1983—1985 годах он выступал в родном «Крузейро». По количеству проведённых матчей в составе «Крузейро» (482) Жуанзиньо занимает седьмое место в истории клуба. Также он одиннадцатый бомбардир в истории этого клуба со 116 забитыми голами.
В настоящее время Жуанзиньо проживает в местечке Элдораду муниципалитета Контажен в штате Минас-Жерайс. У Жуанзиньо четверо детей от двух браков. Его сын, Жуан Соарес де Алмейда Нето (это представитель третьего поколения семьи Соарес де Алмейда с одинаковым именем; Фильо означает Сын, а Нето — Внук), который получил такое же прозвище, выступал за юношескую и молодёжную сборные Бразилии, в 2000-е годы играл за «Крузейро», «Флуминенсе», «Атлетико Паранаэнсе» и другие клубы. На данный момент играет за «Ипатингу».

## Титулы и достижения
- Чемпион Лиги Минейро (5): 1973, 1974, 1975, 1977, 1984
- Чемпион Лиги Гаушу (2): 1982, 1983
- Победитель Кубка Либертадорес (1): 1976
- Участник символической сборной чемпионата Бразилии (Серебряный мяч) (1): 1979